# Ischyrocnemis
Ischyrocnemis är ett släkte av steklar som beskrevs av Holmgren 1858. Ischyrocnemis ingår i familjen brokparasitsteklar.
Kladogram enligt Catalogue of Life och Dyntaxa:
| Ischyrocnemis | \| \| Ischyrocnemis goesi \| \| \| \| \| \| Ischyrocnemis quadridens \| \| \| \| |
|               | \| \| Ischyrocnemis goesi \| \| \| \| \| \| Ischyrocnemis quadridens \| \| \| \| |
|               | Ischyrocnemis goesi                                                              |
|               |                                                                                  |
|               | Ischyrocnemis quadridens                                                         |
|               |                                                                                  |